# Галачовка
Галачовка (словац. Haláčovka) — річка в Словаччині; права притока Бебрави. Протікає в окрузі Бановці-над-Бебравою.
Довжина — 12.5 км. Витікає в масиві Подунайські пагорби біля колишнього селища Тарабовец на висоті 297 метрів.
Протікає територією сіл Цименна; Галачовці; Отрганки; Печеняни і Рибани.
Впадає в Бебраву на висоті 185 метрів.